# 陆时雍 (崇祯贡生)
陸時雍（？—1640年），字仲昭，南直隶安庆府桐鄉縣人。

## 生平
其祖先为吳興人，后迁徙到桐鄉的皂林。陸時雍少年穎悟，性不耐俗，明崇禎六年中举、得貢生，留在京城，因长时间不中第，遂馆于顺天府丞戴澳家中。戴澳之子依仗其父势力在家乡不缴纳赋税，被知县胡梦泰逮捕治罪，其子走京师，向父亲告状，戴澳遂上疏言天下大乱，是由于贪官众多，崇祯帝让他指名道姓，由于胡梦泰刚任知县，没有可弹劾的地方，乃以嘉兴推官文德翼、平遥知县王凝命实之，给事中沈迅为两人诉枉，揭发戴澳隐情。崇祯十三年五月，戴澳被下诏狱，陸時雍因为戴澳作证，也一起入狱，死于狱中。
陸時雍輯有《古詩鏡》三十六卷、《唐詩鏡》五十四卷，又撰有《詩鏡總論》一卷。